# Булук (адміністративно-територіальна одиниця)
Булук (бур. Булег — група) — застаріла адміністративно-територіальна одиниця в Бурятії (до 1917, після волосної реформи 1901-04 років також називалися родові управи). Включав булук десятки, іноді сотні юрт, угіддя (для сіножаті, пасовища тощо).
Управління здійснювалося так званим булучним сходом — зборами жителів.
Від терміна монгольського походження утворені топоніми: Бей-Булук — село в Хакасії, Хар-Булук — село в Калмикії.